# Armand Traoré
Armand Traoré (Châtenay-Malabry, Francia, 8 de octubre de 1989) es un futbolista francés nacionalizado senegalés. Juega de defensa y se encuentra sin equipo tras abandonar el Cardiff City.

## Selección nacional
Ha sido internacional con la selección de fútbol de Senegal, con la que ha jugado 7 partidos internacionales.

### Participaciones Internacionales
| Torneo                         | Sede                      | Resultado    |
| ------------------------------ | ------------------------- | ------------ |
| Copa Africana de Naciones 2012 | Gabón y Guinea Ecuatorial | Primera fase |

## Clubes
| Club                  | País       | Año       | Partidos | Goles |
| --------------------- | ---------- | --------- | -------- | ----- |
| Arsenal               | Inglaterra | 2006-2008 | 5        | 0     |
| Portsmouth (cedido)   | Inglaterra | 2008-2009 | 25       | 1     |
| Arsenal               | Inglaterra | 2009-2010 | 12       | 0     |
| Juventus (cedido)     | Italia     | 2010-2011 | 12       | 0     |
| Arsenal               | Inglaterra | 2011      | 2        | 0     |
| Queens Park Rangers   | Inglaterra | 2011-2016 | 93       | 2     |
| Nottingham Forest     | Inglaterra | 2016-2018 | 31       | 0     |
| Cardiff City (cedido) | Gales      | 2018      | 4        | 1     |
| Çaykur Rizespor       | Turquía    | 2018-2019 | 1        | 0     |
| Cardiff City          | Gales      | 2019-2020 | 0        | 0     |